# Naturwissenschaftliches Museum Flensburg
Koordinaten: 54° 47′ 8,6″ N, 9° 25′ 53,7″ O

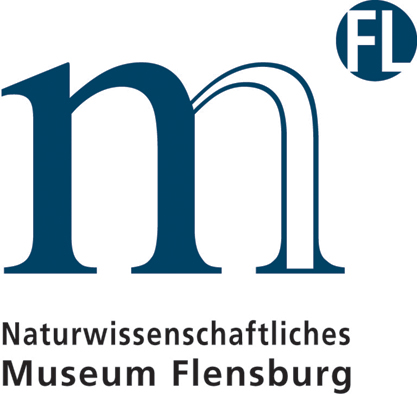
Logo des Naturwissenschaftlichen Museums Flensburg

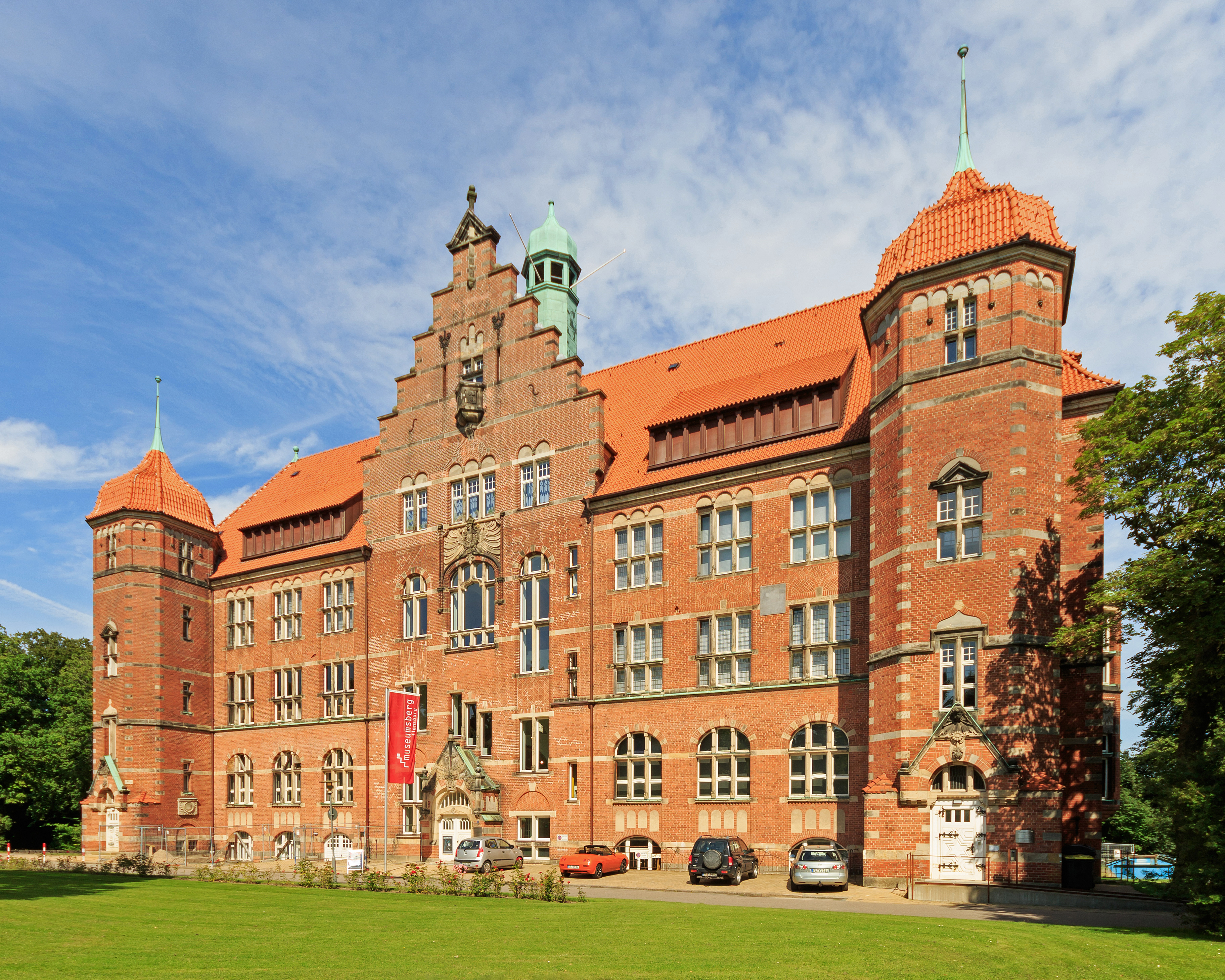
Das Heinrich-Sauermann-Haus auf dem Museumsberg in Flensburg. Im Erdgeschoss befindet sich das Naturwissenschaftliche Museum.

Das Naturwissenschaftliche Museum Flensburg ist ein Naturkundemuseum auf dem Museumsberg Flensburg im Erdgeschoss des Heinrich-Sauermann-Hauses. Das Museum ist ein Kulturinstitut der Stadt Flensburg und zählt wie Museumsberg und Schifffahrtsmuseum zu den Städtischen Museen. Das Eiszeit-Haus ist als geologisch-paläontologisches Schaumagazin Teil des Naturwissenschaftlichen Museums. Eine Hauptaufgabe besteht in der Vermittlung von Wissen über die Landschaftsentstehung und -besiedlung der Region nördliches Schleswig-Holstein – südliches Dänemark (Region Sønderjylland) sowie über die Fauna und Flora in dieser Region, in Abhängigkeit von den natürlichen und anthropogenen Faktoren. Besonders hervorzuheben sind seine historisch wertvollen Sammlungen.
Das Naturwissenschaftliche Museum Flensburg wird im Zentralregister biologischer Forschungssammlungen in Deutschland geführt.

## Die Entstehung des Museums

### Geschichte

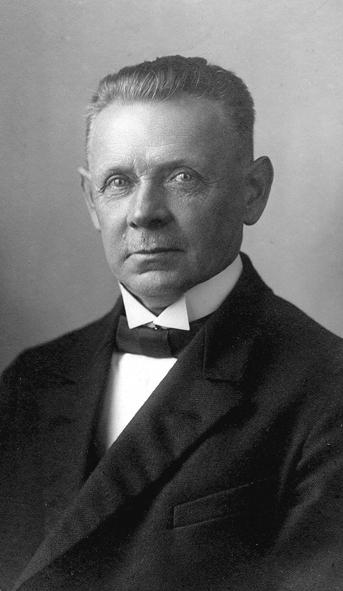
Hans Philippsen veröffentlichte mehrere Bücher und Artikel über naturkundliche Themen Norddeutschlands.

Das Museum ging aus den Sammlungen und heimatkundlichen Forschungen von Bürgern aus Flensburg und der Umgebung hervor. Seine Geschichte beginnt mit dem Jahr 1913, als die Stadt Flensburg eine geologische Sammlung des Flensburger Lehrers Hans Philippsen (* 3. Oktober 1866; † 24. Januar 1926) ankaufte. Sie wurde im Zeichensaal der Waldschule ausgestellt und von Philippsen selbst ehrenamtlich betreut.
Bis 1924 folgten Ankäufe und Stiftungen weiterer Sammlungen (Muscheln, Käfer, Schnecken und vorgeschichtliche Funde). Im November 1924 eröffnete Oberbürgermeister Hermann Bendix Todsen die erweiterte Kollektionen als „Geologische Heimatsammlung“ im Oberstock der Waldschule. Im Oktober 1925 erfolgte die Umbenennung in „Naturwissenschaftliches Heimatmuseum“. Bis 1929 kamen Ergänzungen zur Vogelsammlung hinzu. Aufgrund der beschränkten Räumlichkeiten waren nur Teile der Sammlungen für Besucher zugänglich. Im Dezember 1936 ordnete die NS-Stadtverwaltung die Unterbringung der Sammlungen im großen Saal und in zwei Seitenräumen des Hauses der Freimaurerloge an. Nazi-Gesetze anwendend, hatte die Stadt das Gebäude der Loge zuvor entzogen. Dort eröffnete Oberbürgermeister Ernst Kracht die Ausstellung. Bald darauf schloss das Museum in Anbetracht der Kriegsverhältnisse.
1946 erhielt die Freimaurerloge das Gebäude zurück. Ein Teil der Sammlung konnte im Logenhaus verbleiben. Andere Teile wurden in Dachbodenräumen der Nikolaischule dem heutigen Hans-Christiansen-Haus am Museumsberg deponiert.
Am 30. Oktober 1962 feierte Stadtpräsident Carl Jensen die Wiedereröffnung, nun in den ursprünglich u. a. als Garagen vorgesehenen Räumen des Stadtbücherei-Neubaus. Weiterhin blieben externe Magazinräume zur Unterbringung von Sammlungsmaterial notwendig, zunächst im Deutschen Haus, später in der Marienstraße in einer Garage und einem Lagerraum eines Flensburger Kaufmannes. Alle Räumlichkeiten waren aus konservatorischer Sicht nicht befriedigend.
Eine Verbesserung der Raumsituation ergab sich durch einen neuerlichen Umzug. Er wurde notwendig durch die Erweiterung der Stadtbücherei am Standort Süderhofenden. Mit Ausstellungs-, Magazin-, Bibliotheks- sowie Arbeits- und Verwaltungsbereich zog das Museum in die renovierten Räume im Erdgeschoss des Heinrich-Sauermann-Hauses auf den Museumsberg und wurde dort von Oberbürgermeister Hermann Stell am 10. November 2001 als „Naturwissenschaftliches Museum“ eröffnet.
Zuvor waren die geologisch-paläontologisch-archäologischen Sammlungen in ein historisches Gebäude im Christiansenpark transportiert worden, wodurch der ungünstige Standort in der Marienstraße aufgegeben werden konnte. Das Schaumagazin eröffnete Oberbürgermeister Hermann Stell am 2. August 2002. Es ist als Eiszeit-Haus (167 m² Ausstellungsfläche) seit April 2006 an zwei Tagen in der Woche geöffnet und wird von ehrenamtlichen Mitarbeitern betreut. Seinem Namen entsprechend werden Informationen zu den Eiszeiten im norddeutschen und nordeuropäischen Raum, zu den durch sie entstandenen Landschaftsformen sowie zu Geschieben und Fossilien vermittelt, die durch Gletscher in das Flensburger Gebiet transportiert worden sind. Museum und Eiszeit-Haus liegen etwa 400 m Fußweg voneinander entfernt.

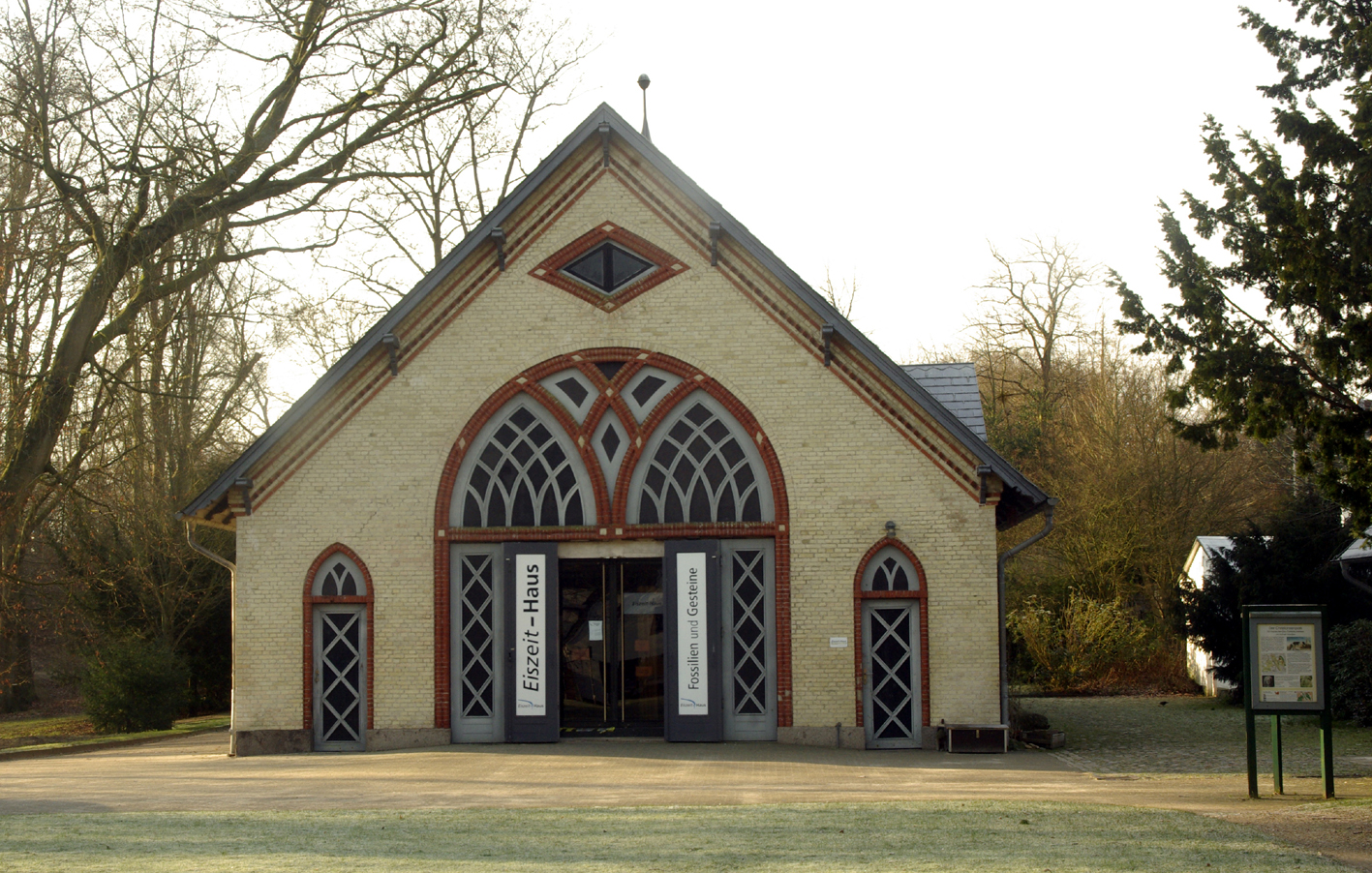
Das Eiszeit-Haus ist das geologisch-paläontologische Schaumagazin des Naturwissenschaftlichen Museums.

Am 4. Juli 2010 wurde das Heinrich-Sauermann-Haus und damit das Naturwissenschaftliche Museum wegen Sanierungsmaßnahmen zugunsten des Brandschutzes und der energetische Sanierung geschlossen. Seit dem Frühjahr 2012 kann es wieder besucht werden.

### Chronik der Museumsleiter, -pfleger und -pädagogen
Museumsleiter:
| Jahr      | Titel, Name | Funktion                                                   |
| --------- | --- | ---------------------------------------------------------- |
| 1913–1926 | Konrektor Hans Philippsen | Ehrenamtlicher Leiter der Sammlung bzw. später des Museums |
| 1926–1927 | Studienrat Hans Reese | ehrenamtlicher Leiter des Museums                          |
| 1927–1973 | Hochschullehrer Walther Emeis | ehrenamtlicher Leiter des Museums                          |
| 1973–1981 | Hochschullehrer Eberhard Schmidt | ehrenamtlicher Leiter des Museums                          |
| 1981–1993 | Hochschullehrer Willfried Janßen | ehrenamtlicher Leiter des Museums                          |
| 1993–1995 | W. Janßen mit Meinolf Hammerschmidt (1991–1994, unterschiedliche Arbeitsverhältnisse) mit Aufsichts- u. Reinigungskraft Gerda Leegel | Interimsleitung                                            |
| 1995–2022 | Werner Barkemeyer | erster hauptamtlicher Museumsleiter                        |
| seit 2022 | Kerstin Meise | hauptamtliche Museumsleiterin                              |

Museumspfleger:
| Jahr      | Titel, Name           | Funktion       |
| --------- | --------------------- | -------------- |
| 1958–1982 | Alfred Zachau         | Museumspfleger |
| 1982–1993 | Axel Elsner-Siegfried | Museumspfleger |

Museumspädagogen:
| Jahr      | Titel, Name                           | Beruf           |
| --------- | ------------------------------------- | --------------- |
| 1975–1988 | Claus Clausen                         | Realschullehrer |
| 1988–1992 | Hans-Christian Johannsen              | Realschullehrer |
| 1987–1993 | Edmund Link                           | Realschullehrer |
| seit 1995 | Werner Barkemeyer (und Honorarkräfte) | Biologe         |
| 1987–1993 | diverse Personen                      | ABM-Kräfte      |

Quellen: ,

## Ehrenamtliches Engagement und Förderverein
Neben der vom Kulturetat der Stadt Flensburg finanzierten 32,4-Stunden-Stelle des Museumsleiters und der anteiligen Beschäftigung anderer städtischer Angestellter (von 5 % Restaurator und Tischler bis 50 % Aufsichtskraft) unterstützen zwei Gruppen den Betrieb des Museums: Einige der 14 ehrenamtlichen Mitarbeiter (Stand: Januar 2012) betreuen während der Öffnungszeiten das Schaumagazin „Eiszeit-Haus“. Daneben bieten sie Hilfe bei der Bestimmung von Fossilien, Steinen und Mineralen während der „Fossiliensprechstunden“ im Eiszeit-Haus an. Außerdem organisieren sie Sonderausstellungen. Der Verein „Freunde und Förderer des Naturwissenschaftlichen Museums Flensburg“ hat zurzeit (Januar 2012) 62 Mitglieder. Über den Verein werden z. B. kulturelle und pädagogische Aktivitäten des Museums unterstützt und Fördermittel Dritter für die Durchführung von Sonderausstellungen u. ä. eingeworben.

## Sammlungen
Die quantitativ und qualitativ herausragenden Sammlungsbestände des Naturwissenschaftlichen Museums sind ein einzigartiges Sachzeugenarchiv von naturwissenschaftlicher und kulturgeschichtlicher Bedeutung für die Region. Die ältesten Kollektionselemente stammen aus dem 19. Jahrhundert.
Zum Sammlungsbestand des Museums zählen die wissenschaftliche Studiensammlung, die Museumsbibliothek, das Bild- und Dokumentenarchiv sowie die museumspädagogische Beleg- und Lehrsammlung. Ergänzt werden die Sammlungen durch Tagebuchaufzeichnungen und Archivmaterial mit Details zur Herkunft der Objekte und zur Biografie der Sammler. Sie ermöglichen Einblicke in ökologische und kulturelle Zusammenhänge zur Zeit der Entstehung der Sammlungen. Hinzu kommen, vor allem im Eiszeit-Haus, Dauerleihgaben von Privatsammlern.
Die wissenschaftlichen Sammlungen stammen zum allergrößten Teil aus dem nördlichen Schleswig-Holstein und dem südlichen Dänemark (bis 1920 zum Deutschen Reich gehörig). Um kontextbezogene Vergleiche zu ermöglichen, werden Objekte aus benachbarten Arealen in die Sammlungen integriert. Dazu zählen Mecklenburg-Vorpommern, Niedersachsen, Skandinavien (Geologie, Biologie) und das Baltikum (Geologie).

### Tiersammlungen

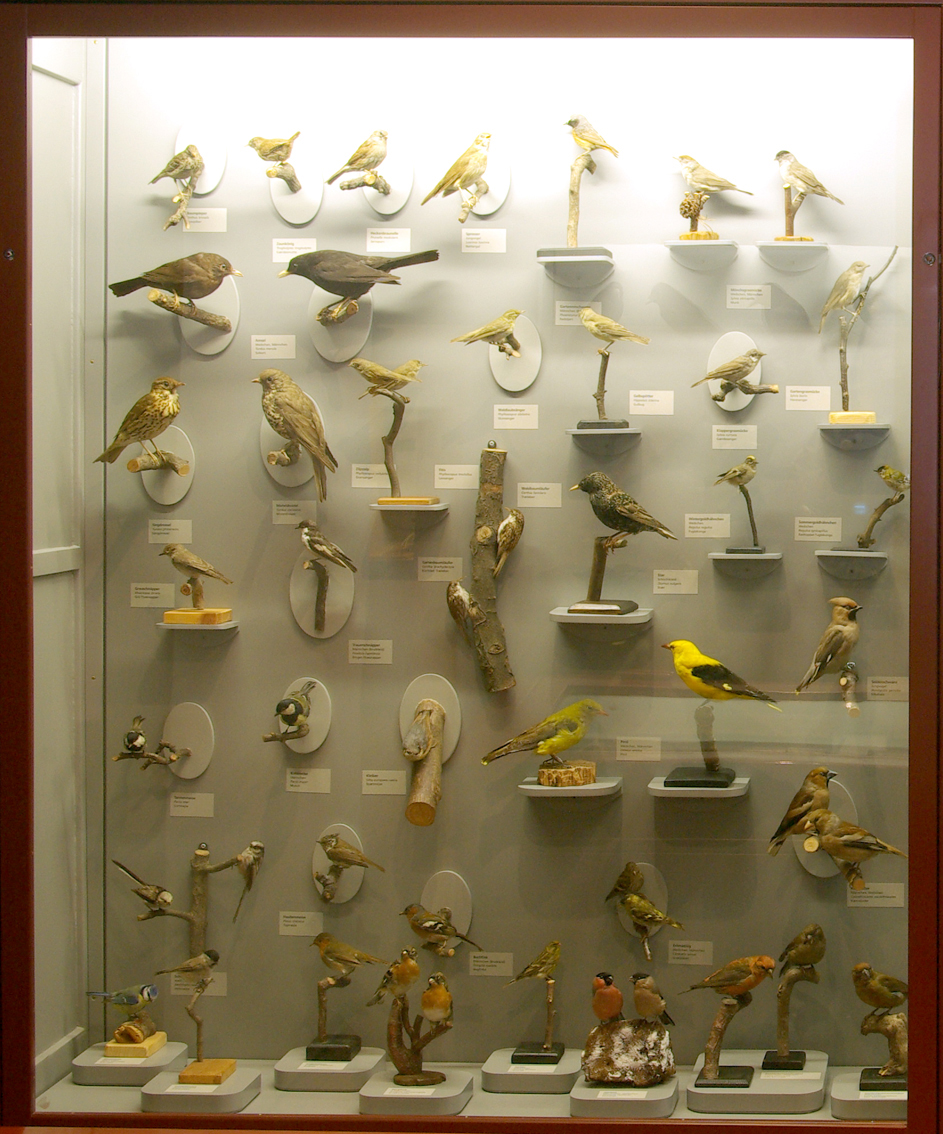
Vogelarten in Wald und Park

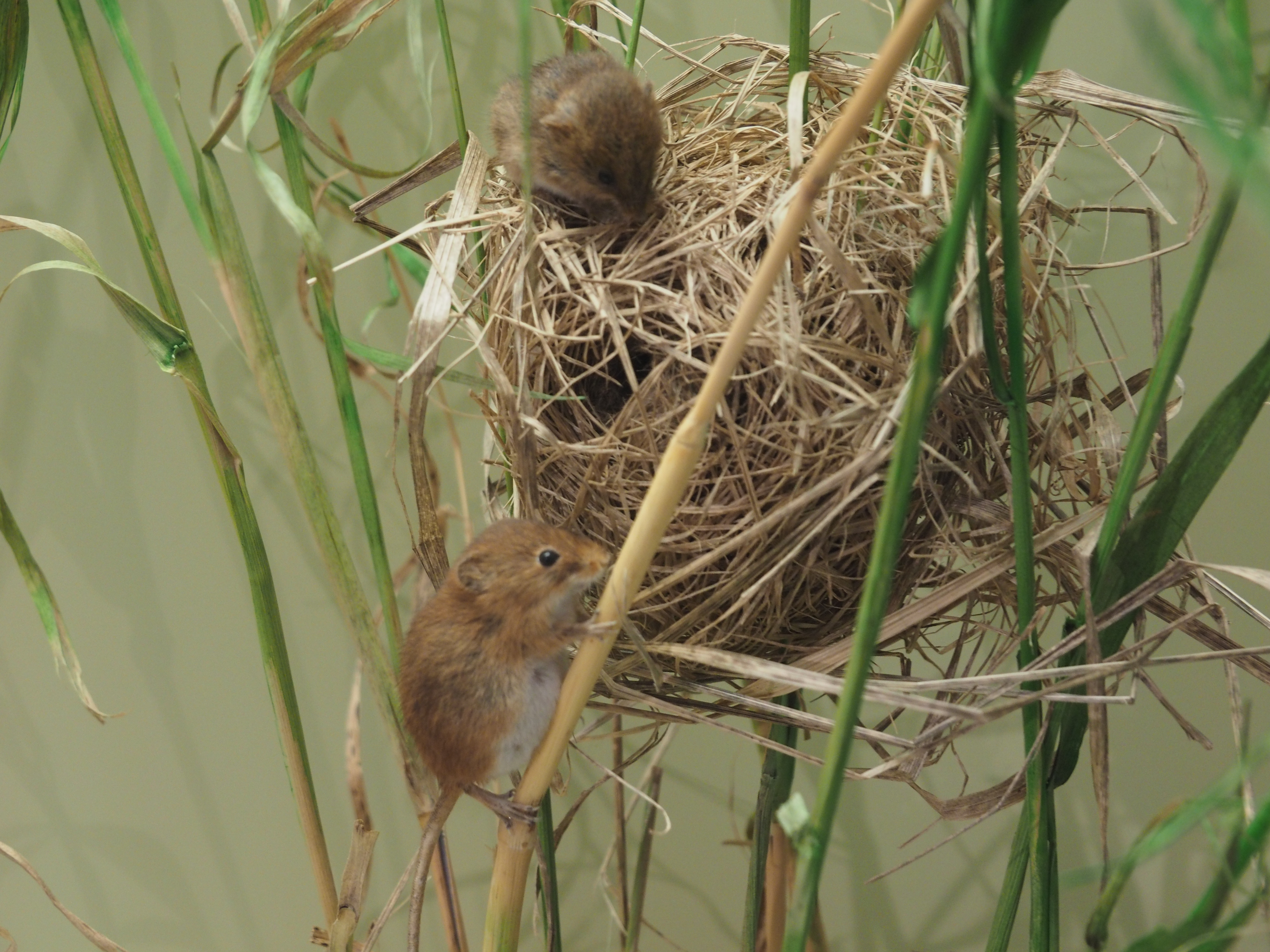
Zwergmäuse (Micromys minutus) am Sommernest

Die biologischen Sammlungen zur Insekten-, Vogel- und Säugetierfauna sind im 3. Stock des Heinrich-Sauermann-Hauses untergebracht und dort für Besucher nach Absprache zugänglich.
Das Insektenmagazin umfasst im Wesentlichen Trockenmaterial in über sechshundert Insektenkästen. Inhaltliche Schwergewichte bilden die Kollektionen der Schmetterlinge, Hautflügler und Fliegen.
Den insektenkundlichen Sammlungskern stellen die Schmetterlingspräparate dar. Die ältesten Belege wurden gegen Ende des 19. Jahrhunderts gesammelt. Das Material setzt sich zusammen aus den Nachlässen verschiedener Heimatforscher wie Emeis, Hansen, Julius Lichtwerk (* 18. September 1890; † 8. Juli 1963), Paulsen und Schadewaldt. Diese Belegexemplare sind Indikatoren für den Zustand der Biotope in vergangenen Zeiten. Sie bieten heute auch vorzügliche Vergleichsgrundlagen für genetische Untersuchungen für die Wiederansiedlung regional ausgestorbener Tierpopulationen, wie sie von der Stiftung Naturschutz Schleswig-Holstein durchgeführt werden. In neuerer Zeit wurden Schmetterlingssammlungen aus Dänemark (Lokalsammlungen Dänemark und Skandinavien, Sammlung Hendriksen und Sammlung Cardel) sowie aus Norddeutschland (Sammlung von Schnering und Sammlung Brandt) erworben.
Die Hautflügler-Sammlung stammt überwiegend von Walther Emeis (* 10. Mai 1891; † 28. Mai 1973), der vor allem Bienen, Hummeln und Wespen aus Schleswig-Holstein untersuchte und damit internationale Anerkennung erlangte. Die Zweiflügler-Belege wurden überwiegend von Emeis sowie in neuerer Zeit von Claus Claußen (Flensburg) und Werner Barkemeyer gesammelt. Die Ameisensammlung von Emeis und anderen Sammlern wurde 2009 bis 2011 von Uwe Sörensen (Niebüll) überarbeitet.
Ein wertvoller Sammlungszuwachs ergab sich durch die Übernahme der Zehrwespen-Kollektion von Karl Otto Meyer (Oldenburg/O.) im Jahr 2002, mit zahlreichen Funden aus Norddeutschland.
Von vergleichsweise nachrangiger Bedeutung sind die Sammlungen der Käfer und Wanzen. Die Sammlung der Libellen mit vielen alten Fundstücken wurde Mitte Februar 2012 für eine Übersicht zur Libellenfauna des Bundeslandes aufgenommen.
Die Vogelsammlung umfasst über 900 aufgestellte Stopfpräparate. Eine Vielzahl stammt aus der ersten Hälfte des 20. Jahrhunderts und ist von variierender Qualität und Herkunft. Neben Präparaten, die im Auftrag des Museums hergestellt wurden, stammen zahlreiche aus Nachlässen, so von dem ehemaligen Hausmeister im Deutschen Haus und Amateur-Präparator Otto Beyreis, Flensburg. Zur Vogelsammlung des Museums gehört auch ein Exemplar der Noddiseeschwalbe (Brauner Noddy, Anous stolidus pileatus), das um 1912 bei Husum geschossen wurde, das nach der Präparation in die Sammlung von Paulus Paulsen gelangte. Es ist der erste Nachweis dieser Vogelart in Europa.
Die unersetzliche Eiersammlung (ca. 500 Positionen) mit vielen Seltenheiten aus der Region beruht auf der Kollektion des Flensburger Lehrers und Sonderpädagogen Paulus Paulsen (* 26. Januar 1849; † 12. März 1946). Sie beinhaltet zum Beispiel ein Ei eines Schlangenadlers, der 1882 bei Flensburg einen Brutversuch unternahm (Emeis 1926). Nach Paulus Paulsen wurde eine Flensburger Schule benannt.
Die vergleichsweise kleine Säugetiersammlung des Museums umfasst ca. 100 aufgestellte Exemplare. Darunter befinden sich einige faunistische Seltenheiten wie ein Fischotter aus Flensburg.
Das Grundgerüst der Muschel- und Schneckensammlung, im Ausstellungsbereich magaziniert, bilden die Nachlässe von Hans Philippsen (* 3. Oktober 1866; † 24. Januar 1926) und Hans Plamböck.

### Pflanzensammlungen
Die Pflanzensammlungen bestehen aus verschiedenen Herbarien, überwiegend aus hiesiger Gegend. Sie wurden von den Sammlern Brandt, Emeis, Hans Möller und anderen zusammengetragen. Die ältesten Stücke stammen von dem bekannten Husbyer Botaniker, Küster und Lehrer Lars Hansen (* 12. September 1788; † 14. August 1876).
Von herausragender Bedeutung ist die Moose- und Flechtenkollektion von Walter Saxen (* 19. Juni 1893; † 11. August 1964), die zusammen mit anderen Teilen seines Nachlasses ins Museum gelangte. Die vorzüglich erhaltenen und dokumentierten Objekte sind im Hinblick auf die Regionalforschung von immensem Wert. Das gilt auch für die Flechten, die von Christian Friedo Eckhard Erichsen (* 18. Oktober 1867; † 25. Juli 1945) gesammelt wurden.

### Geologische Sammlungen
Die geologischen Sammlungen waren der Ausgangspunkt für die Entwicklung des Museums. Sie sind seither stetig gewachsen und befinden sich überwiegend im Eiszeit-Haus. Die Mehrzahl der Objekte stammt aus der Flensburger Umgebung inklusive des angrenzenden dänischen Gebiets.
Die Fossilien wurden vor allem von den Flensburgern Emeis, Carl Loewe (??),?? Paulsen (??), Hans Philippsen und Alfred Zachau (* 26. März 1917; † 9. Februar 2004) sowie in neuerer Zeit von Rolf Bertling (Achterwehr), Helmut Köller (Kiel), Helmut Meier (Schuby, * 16. Juli 1924; † 11. September 2004) und Ulrich Meisinger (Flensburg) gesammelt. Weitere herausragende Funde aus der Region werden von Axel Paulsen (Altenholz-Stift), Wolfgang Bilz (Eckernförde) und Holger Tüxen (Schiöl) leihweise zur Verfügung gestellt.
Die Kristalline Kollektion geht auf Emeis, Philippsen und Zachau zurück sowie (nach 2000) auf Frau Renate Jeske (Rendsburg), Raymond Perry (Frörup) und Hildegard Wilske (Flensburg).

### Archäologische Sammlungen
Zur Studiensammlung gehören auch Artefakte, die auf verschiedene Aufsammlungen in Flensburg und der Umgebung zurückgehen. Darunter befinden sich die Kollektion steinzeitlicher Objekte von H. Philippsen sowie eine größere Anzahl von Funden aus dem Flensburger Hafenbereich. Sie sind bereits im Werk des Flensburger Mittelschulrektors Jakob Röschmann (* 20. Juli 1899; † 19. März 1963) erwähnt.
Die archäologische Sammlung wird zurzeit nicht durch eigene oder vom Museum initiierte Aufsammlungen erweitert. Artefakte werden ausnahmsweise angenommen, wenn sie die vorhandene Sammlung gut begründbar ergänzen. Ansonsten obliegt das Sammeln von Artefakten in erster Linie dem Archäologischen Landesmuseum in Schleswig.

## Museumsbibliothek
Bei der umfangreichen Bibliothek im Heinrich-Sauermann-Haus handelt es sich um eine Arbeits- und Präsenzbibliothek. Nach Absprache ist sie allen Interessierten zugänglich. Die besondere Bedeutung der Museumsbibliothek ergibt sich aus der großen Anzahl älterer Bücher, Zeitschriften und Einzelartikel zur Naturgeschichte und Besiedlungsgeschichte Norddeutschlands und Skandinaviens. Ein Teil der Bibliothek befindet sich im Eiszeit-Haus.

## Bild- und Dokumentenarchiv
Alte Fotografien, Tagebücher sowie andere Aufzeichnungen als wichtige historische Quellen zur Beschreibung und Beurteilung von Veränderungen in Lebensräumen der Natur- und Kulturlandschaft des oben erwähnten Untersuchungsgebietes befinden sich im Archiv. Es enthält auch ca. 700 historische Ansichtskarten aus der Region sowie etwa 100 Originalfotografien. Darüber hinaus befinden sich im Museum umfangreiches Skriptmaterial und detaillierte Tagebuchaufzeichnungen aus dem Nachlass des ehemaligen Museumsleiters Emeis.

## Museumszeitung
Seit Juli 2009 erscheinen die „Nachrichten aus dem Naturwissenschaftlichen Museum Flensburg“ als vierseitige Halbjahreszeitung. Sie wird ehrenamtlich herausgegeben. Die Zeitung wird in gedruckter Form an Mitglieder und Förderer verschickt, kann aber auch als PDF-Dokument auf der Website des Museums heruntergeladen werden.

## Eiszeit-Haus

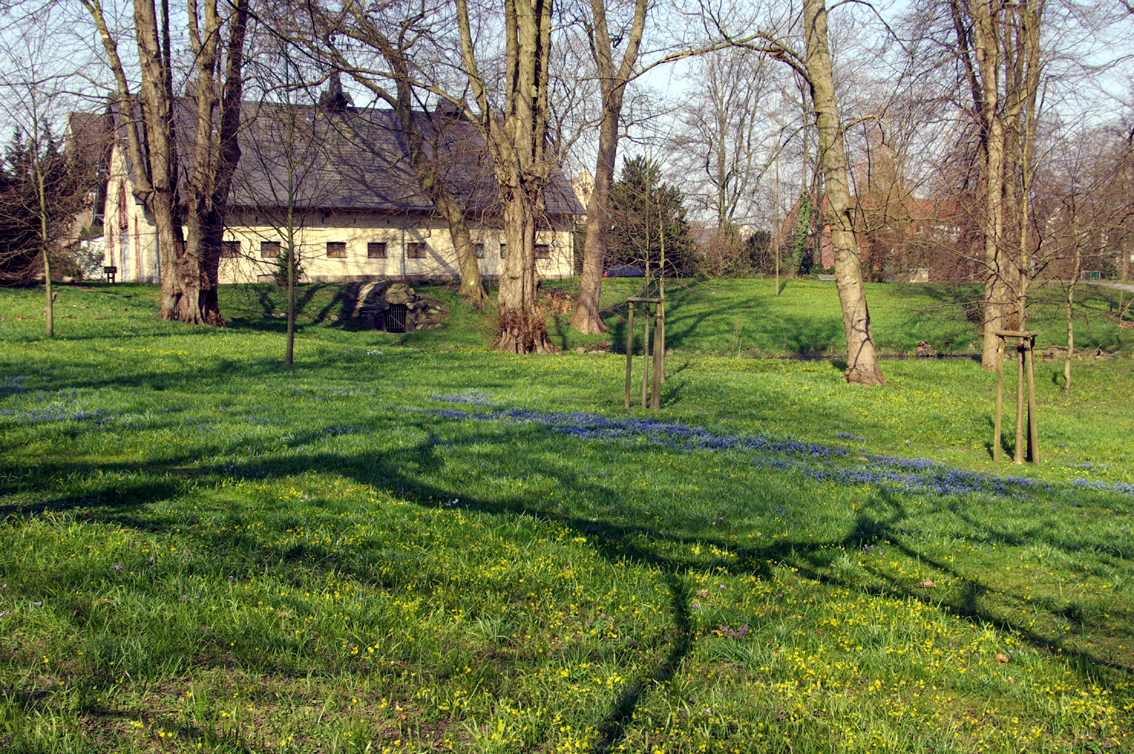
Eiszeithaus im Christiansenpark, mit Frühjahrsblühern.

Das Eiszeit-Haus ist das geologisch-paläontologische Schaumagazin des Naturwissenschaftlichen Museums. Es widmet sich schwerpunktmäßig dem Thema Eiszeit, bezogen auf den norddeutschen und skandinavischen Raum. In ihm sind die Geschiebe- sowie die geologischen und archäologischen Sammlungen aufbewahrt. Sie werden teilweise in Vitrinen präsentiert. Sonderausstellungen ergänzen die Dauerexponate. Für Kinder werden z. B. Ferienprogramme, Kindergeburtstage und Fossilienbestimmungstage angeboten, im Sommerhalbjahr auch außerhalb des Eiszeit-Hauses.

### Freigelände
Am Eiszeit-Haus wurde in Absprache mit der Denkmalschutzbehörde und dem Freundeskreis Christiansenpark e. V. ein Findlingsgarten aufgebaut. Ein kleiner Garten mit insektenfreundlichen Pflanzen sowie eine Insektenwand mit Nistmöglichkeiten werden für museumspädagogische Aktionen genutzt.

### Christiansenpark
Das Eiszeit-Haus ist im gegenwärtig 4,2 Hektar großen Christiansenpark untergebracht.
Die Flensburger Friedhöfe AöR bewirtschaften den Park. Dies geschieht auch nach Vorschlägen des Museums und des Freundeskreises Christiansenpark in einer Weise, welche die Interessen der Menschen und die Bedürfnisse der Tiere und Pflanzen auszugleichen versucht: Nur einige Rasenflächen werden als Kurzschnittrasen gepflegt; in anderen Abschnitten können die Kräuter in den Monaten März bis Juni zur Blüte heranreifen. Das führt dort in dieser Zeit zu einer Insektendichte, von der Fledermäuse und Vögel profitieren. Im Frühjahr üben Krokusse und andere Frühjahrsblüher eine große Anziehungskraft auf die Bevölkerung aus.

## Ausstellungen
Das Aufgabengebiet des Naturwissenschaftlichen Museums bündelt die vier Kernbereiche Sammeln, Bewahren, Forschen/Dokumentieren und Vermitteln/Ausstellen. In letzter Zeit wird dem vierten Bereich überdurchschnittlich viel Zeit gewidmet.

### Dauerausstellung
2001 wurde die aktuelle Dauerausstellung auf einer Fläche von ca. 510 m² eröffnet. Die Ausstellung präsentiert die naturkundlichen Gegebenheiten, die naturkundliche Geschichte und Entwicklungsmöglichkeiten der Region.

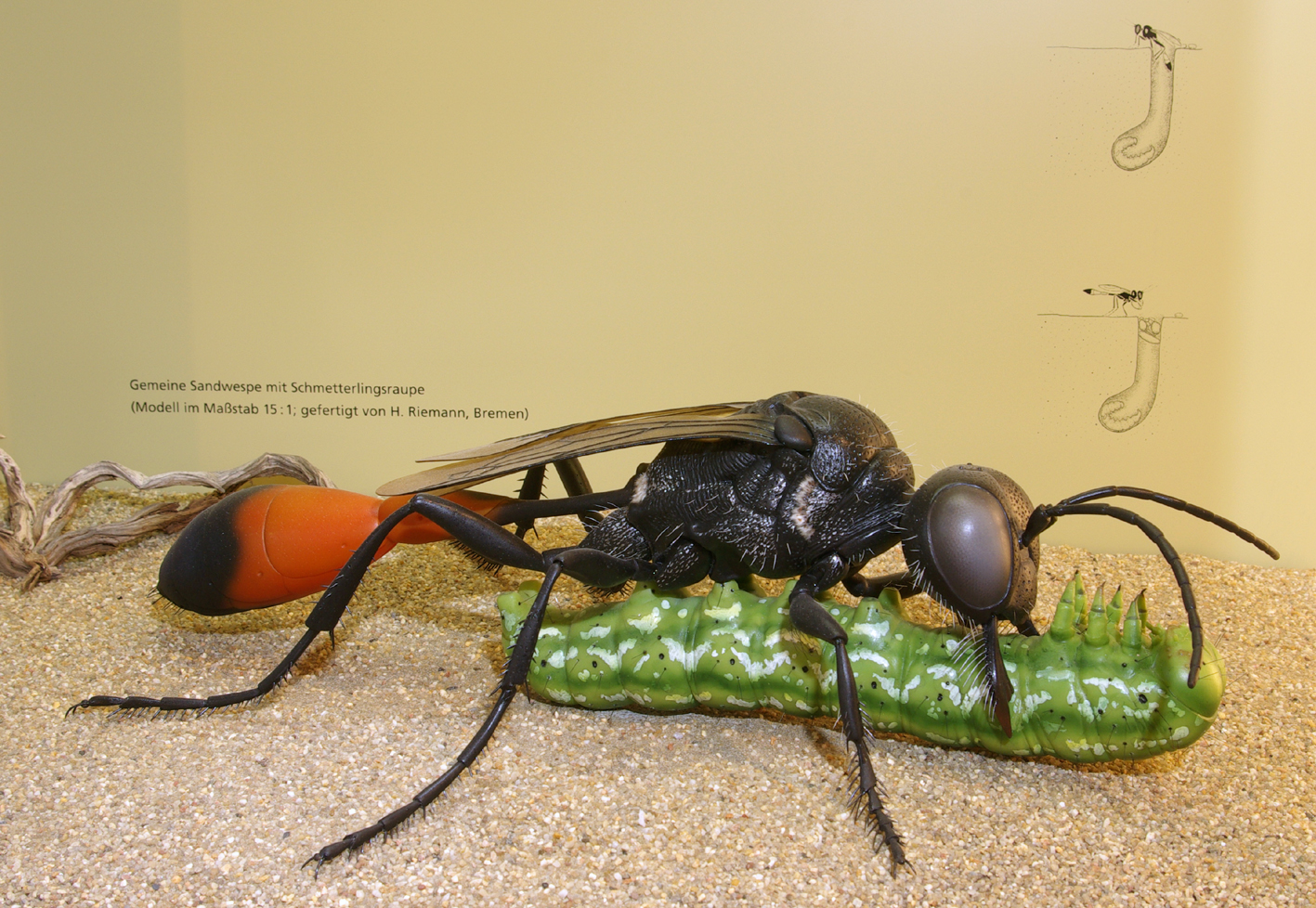
Modell einer Gemeinen Sandwespe mit erbeuteter Raupe.

Fünf der sechs Ausstellungsräume sind prägenden Landschaften der Region gewidmet: 1. Ostsee/Förde, 2. Binnengewässer, 3. Stadt, 4. Wald und 5. Feldmark. Im sechsten Raum (“Eiszeit”) erfährt der Besucher Wichtiges und Interessantes zur Landschaftsgenese und Geologie der Region. Neben Exponaten in Vitrinen sind in allen sechs Ausstellungsräumen große Präparate, Modelle oder eine Installation zur Verdeutlichung des Themas aufgebaut. Die Beschriftung ist allgemeinverständlich und – aufgrund der Nähe zu Dänemark – großenteils zweisprachig (deutsch, dänisch). Einführende Texte sind auch in Englisch verfasst.

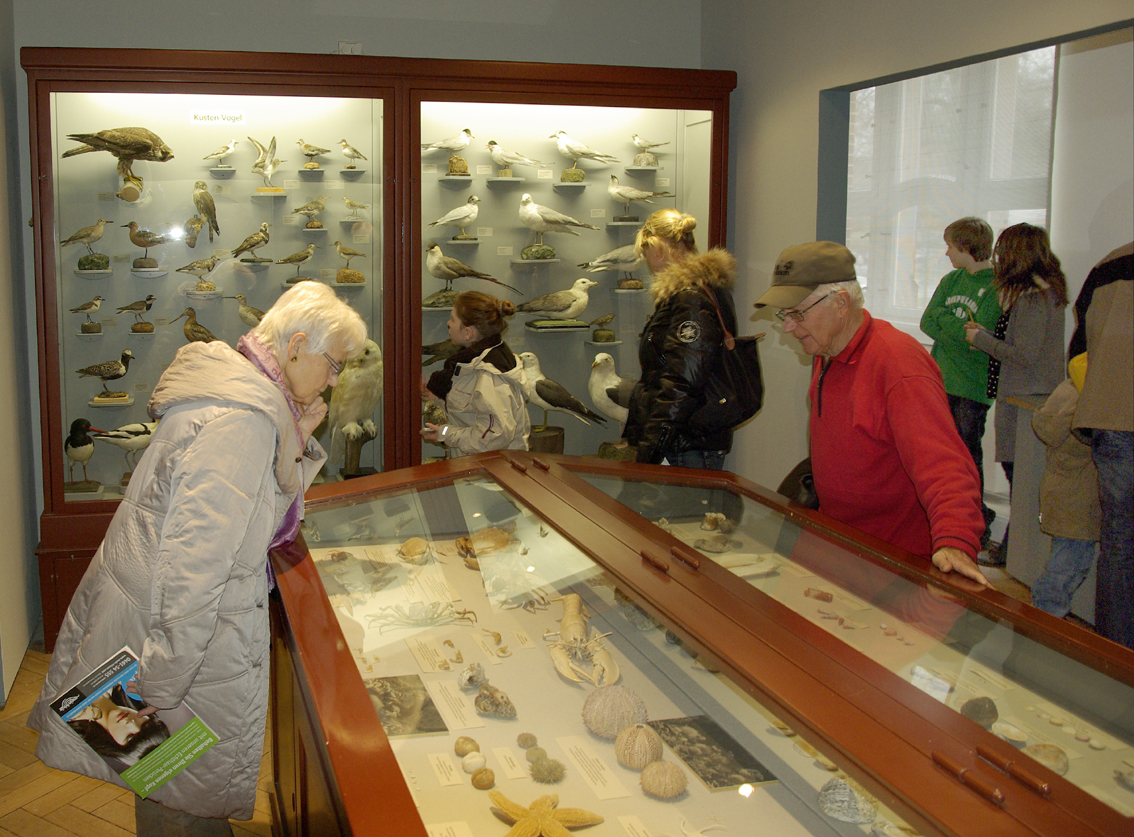
Vögel und Meeresbewohner in Vitrinen des Ausstellungsraums „Ostsee/Förde“.

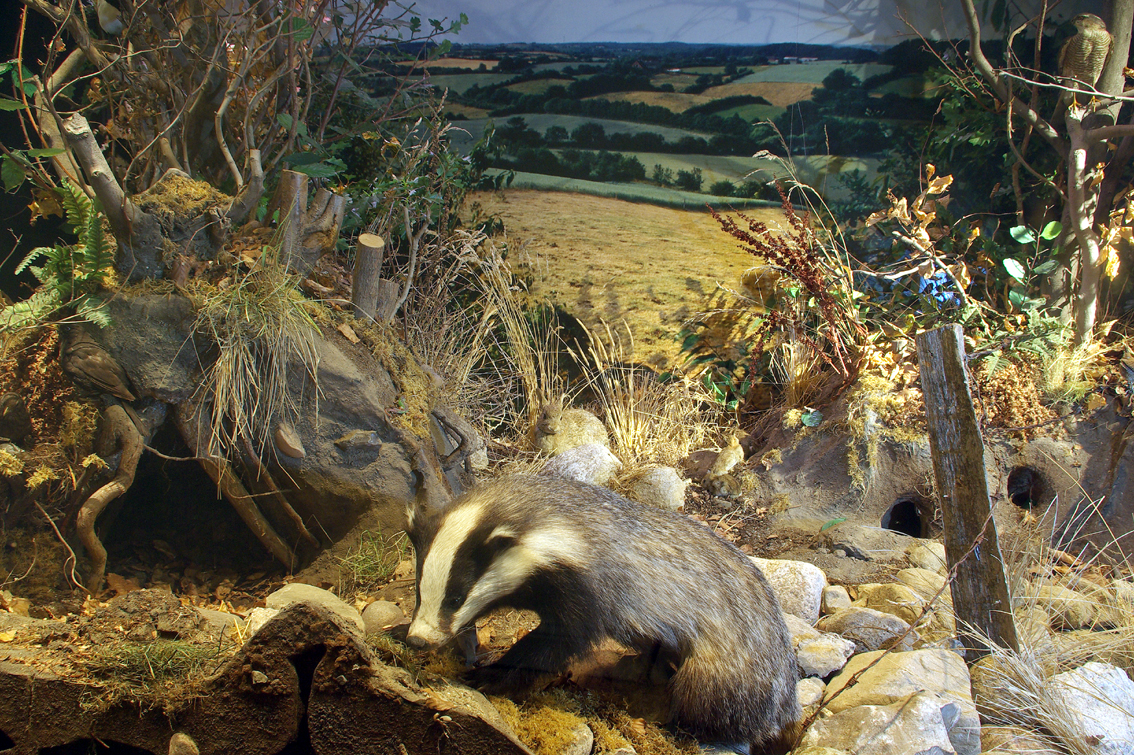
Der Knick ist ein vielfältiger Lebensraum.

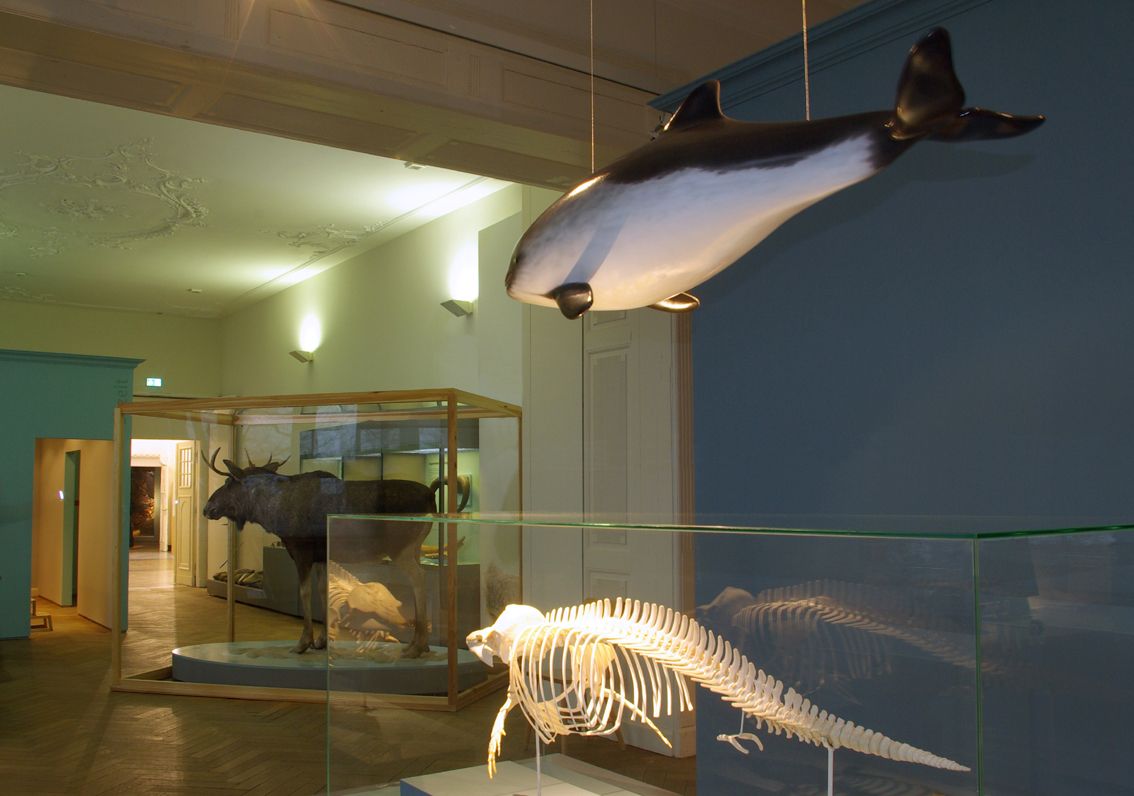
Lebensechte Exponate veranschaulichen in Schleswig-Holstein einst vorhandene oder heute verborgen lebende Tiere: Elch und Schweinswal.

Als weitere Elemente ergänzen Medienterminals, Leseecken, „Forscher-“ und „Entdeckerstationen“ die Exponate. Sie erlauben den Besuchern die individuelle und selbsttätige Auseinandersetzung mit dem jeweiligen Thema.
Als Reminiszenz an die Museumsgeschichte wird in der Dauerausstellung des Naturwissenschaftlichen Museums an die Personen erinnert, welche sich um die naturkundliche Forschung der Region verdient gemacht haben und deren Sammlungen nun im Besitz des Museums sind. Pavillons mit Vitrinen aus dieser Zeit stellen idealisiert dar, wie damals die Exponate präsentiert wurden.
Im Schaumagazin (Eiszeit-Haus) wird die Erdgeschichte, vor allem die Eiszeiten im Quartär, welche die Landschaft der Region formten, behandelt. Dafür werden in Vitrinen Fossilien der Erdzeitalter (Kambrium bis Quartär) vorgestellt. Schaubilder, Texte und Modelle ergänzen das Angebot. Die Dauerausstellung „Eiszeit“ wird erläutert mit Hilfe von Kurzfilmen, Modellen und Karten, darüber hinaus durch eine reichhaltige Geschiebesammlung mit Karten zu den Herkunftsgebieten. Diese Themen werden in Schleswig-Holstein sonst nur noch vom Eiszeitmuseum in Lütjenburg umfassend dargestellt.
Als Dauerausstellung mag auch der Findlingsgarten gelten, der um das Gebäude des Eiszeit-Hauses herum angelegt ist. Unter den Findlingen ist ein 1,7 Milliarden Jahre alter und elf Tonnen schwerer Småland-Granit aus Mittelschweden, der bei Straßenbauarbeiten im Norden Flensburgs gefunden wurde (Flensburger Tageblatt, 14. Juni 2007, Seite 15).

### Sonderausstellungen
Sonderausstellungen werden im Hause erstellt oder von Dritten ausgeliehen und ermöglichen die Zusammenarbeit mit anderen Museen, Instituten, Vereinen oder Privatpersonen.
Aufgrund der dafür vorhandenen begrenzten Räumlichkeiten handelt es sich teilweise um Sonderausstellungen kleineren Ausmaßes. In den letzten 30 Jahren wurden u. a. folgende Ausstellungen im Heinrich-Sauermann-Haus präsentiert
- von 1982 bis 1985: In Zusammenhang mit Matineen, nach dem Motto „Natur im Museum – Erleben und Lernen“ zu den Themen: „Heimische Raubtiere“, „Überwinterung“, „Gefährdete Tierwelt – Vogelschutz“, „Heimische Greifvögel“, „Vogel und Ei“, „Amphibien“, „Artenschutz für Insekten“, „Reh – Hase – Kaninchen“, „Vögel der Flensburger Förde“, „Fische – Robben – Wale“, „Eiszeit“, „Lebensraum Kiesgrube“.
- 1983 bis 1992: Das 1950 gegründete und inzwischen aufgelöste „Wandernde Museum der Christian-Albrechts-Universität zu Kiel“ zeigte im Flensburger Museum die Ausstellungen „Ökosysteme und Umweltschutz“, „Bernstein – Gold des Nordens“, „Entwicklungsgeschichte von Schleswig-Holstein“ und „Landschaftswandel und Naturschutz in Schleswig-Holstein“. Das Zoologische Museum Kiel präsentierte am selben Ort und im selben Zeitraum die Ausstellungen „Am seidenen Faden“ (über Spinnen), „Vögel in Schleswig-Holstein“, „Darwin und die Evolution“, „Das Insekt als Erfolgskonstruktion“ und „Fabeltiere“.

Weitere Sonderausstellungen in jüngerer Zeit waren:
- Kompositionen der Natur. Makrofotografien von Norbert Abromeit. 11. Juli bis 16. September 2004
- Tiere im Bernstein. 3. Oktober bis 21. November 2004
- Vor 450 Millionen Jahren. Der Ostseeraum im Ordovizium. 15. Mai bis 25. September 2005
- Silur! Der Ostseeraum vor über 400 Millionen Jahren. 30. April bis 17. September 2006
- Qualle, Butt & Co – Leben in der Flensburger Förde, Fotoausstellung, 31. März bis 29. Juli 2007
- Ausgestorbene Stachelhäuter, 6. Mai bis 5. August 2007
- Hornissen und andere Wespen – ganz nah, Fotoausstellung, 12. August bis 30. September 2007
- 450 Millionen Jahre Seeigel, 13. April bis 28. September 2008
- Der Wolf, 12. Oktober bis 14. Dezember 2008
- Schönheit der Achate, 21. Dezember 2008 bis 15. Februar 2009
- Bilder aus dem Jardelunder Moor, Fotoausstellung, 8. März bis 19. April 2009
- Tertiär-Fossilien aus Jütland, 26. April bis 30. September 2009
- Eiszeit in Schleswig-Holstein, 17. Mai bis 30. August 2009
- Impressionen von der Geltinger Birk, Fotoausstellung, 25. Oktober bis 6. Dezember 2009
- Polarlichter, Fotoausstellung mit Vortrag, 13. Dezember 2009 bis 14. Februar 2010
- Mineralien Marokkos, 28. Februar bis 18. April 2010
- Trilobitenshow, 14. März bis 30. Mai 2010
- Kopffüßer – Füße am Kopf?, 2. Mai bis 3. Oktober 2010
- Der Schweinswal, 31. Oktober 2010 bis 27. März 2011
- Wolken überm Wald (gemeinsam mit Museumsberg), 2. bis 27. Oktober 2011
- Kalte Zeiten – Warme Zeiten Klimawandel(n) in Norddeutschland, 1. Juli bis 30. September 2012
- Spülsaum – Gemälde und Objekte von Ute Meyer, in Kooperation mit dem Schifffahrtsmuseum Flensburg, 26. Februar bis 20. Mai 2013
- Steinarten – Ein Ausstellungsprojekt, in Kooperation mit der Phänomenta im Nordertor, 16. März bis 26. Mai 2013
- Evolution unterwegs, Wanderausstellung des Osnabrücker Museums am Schölerberg und der Universität Bielefeld, 15. Oktober 2013 bis 2. März 2014
- Neobiota – Aliens im Vorgarten, Wanderausstellung des Osnabrücker Museums am Schölerberg und der Universität Bielefeld, 16. März bis 17. August 2014
- Intelligenz-Bestien. Wie schlau sind die klügsten Tiere? 19. Juni bis 18. September 2016
- T-Shirts, Tüten und Tenside. Die Ausstellung zur Nachhaltigen Chemie, 29. Januar bis 28. Mai 2017
- Wölfe – eine Ausstellung des Senckenberg Museums für Naturkunde Görlitz, ergänzt durch Informationen zur Situation der Wölfe in Schleswig-Holstein, 25. Februar bis 10. Juni 2018
- Wale in der Flensburger Förde. 26. Mai bis 29. September 2019
- Wildnis Eiche. Fotografien von Solvin Zankl. 3. Dezember 2019 bis 15. März 2020
- Wandel der Umwelt Schleswig-Holsteins seit 1665. 8. September 2020 bis 10. Januar 2021
- Starker Toback. Eine Kolonialware mit Spätfolgen. Gemeinsam mit dem Schifffahrtsmuseum Flensburg. 2. Mai bis 15. August 2021
- Die geheime Welt der Pilze. Gift, Genuss und Mythos. 27. Juni bis 24. Oktober 2021
- Feldhamsterland. Letzter Strohhalm für den Feldhamster. 20. Oktober 2021 bis 15. Januar 2022
- Wildbienen – hoch bedroht und unverzichtbar. 15. April bis 30. Mai 2022

Sonderausstellungen im Eiszeit-Haus werden in kleinen Glasvitrinen präsentiert, zum Beispiel zu fossilen Korallen oder zu Fossilien in Geschieben aus der Region. Diese Exponate stammen meist aus privaten Sammlungen der ehrenamtlichen Mitarbeiter.

### Museumspädagogische Angebote
Museumspädagogische Veranstaltungen – oft ausgeführt von Honorarkräften – gehören seit den Anfängen des Museums zu seinen besonderen Merkmalen. Alle Leiter waren bzw. sind Fachpädagogen. Von Willfried Janßen wurden mit der Pädagogischen Hochschule, später Universität Flensburg, fachdidaktische Untersuchungen im Museum durchgeführt. Der derzeitige Museumsleiter wirkt an der Ausbildung von Studierenden in Flensburg als Lehrbeauftragter mit.
Für die Ausstellung, das Schaumagazin und den Christiansenpark hält das Museum umfangreiches schriftliches didaktisches Material auf Deutsch und Dänisch zur selbständigen Erkundung und Bearbeitung durch Kinder oder Schülergruppen bereit. Für Kinder im Vorschulalter bietet das Museum „Forscherrucksäcke“ an.
Regelmäßige Ferienprogramme mit zahlreichen Veranstaltungen außerhalb des Museums sowie Kindergeburtstage wenden sich auch an „museumsferne“ und finanzschwache Besuchergruppen. Die Angebote werden ständig überarbeitet und angepasst.

## Besondere Aktionen

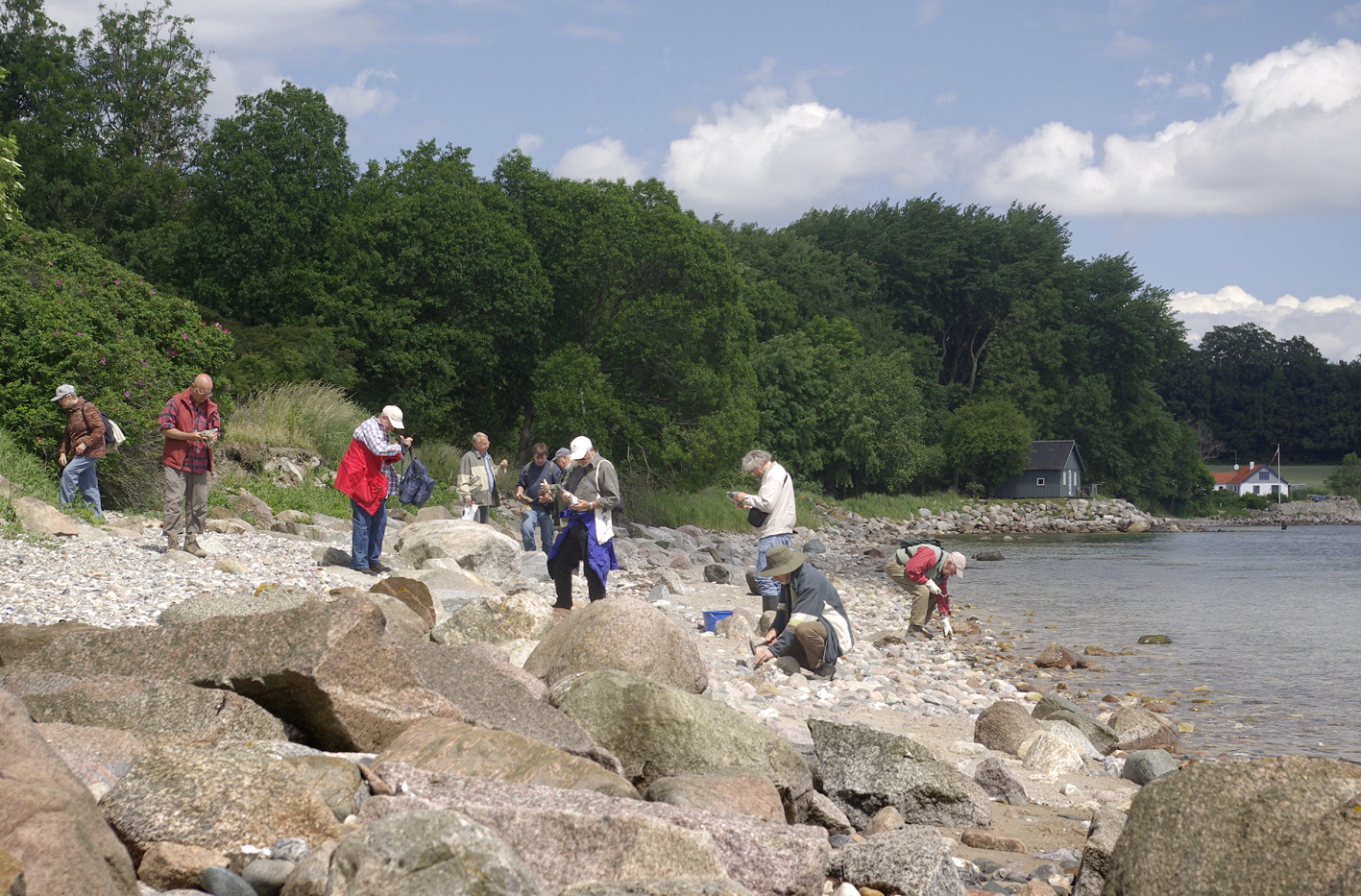
Mit Glück findet man Fossilien. Steilküste an der Flensburger Förde beim dänischen Skelde.

- Vom 18. bis 20. April 2008 war das Museum Gastgeber der 24. Jahrestagung der Gesellschaft für Geschiebekunde.
- Seit einigen Jahren bietet das Museum eintägige, sogenannte „Strandspaziergänge“ an, bei denen an geeigneten Küsten der Region den Teilnehmern Kenntnisse über die Eiszeiten und über die von den Gletschern mitgebrachten Gesteinsbrocken (Findlinge, Geschiebe) vermittelt werden. Die Strandwanderungen werden seit 2008 vom Biologen Frank Rudolph, Christian-Albrechts-Universität zu Kiel, durchgeführt.
- das Museum unterstützt seit 2009 mit dem Eiszeit-Haus den „Tag des offenen Denkmals“.
- Seit 2009 führen die Flensburger Museen nach einer Initiative des Naturwissenschaftlichen Museums im CITTI-Park alljährlich Museumstage mit ausgewählten Ausstellungsobjekten und museumspädagogischen Angeboten durch.
- Seit 2010 ist das Eiszeit-Haus Ziel von Geocaching-Interessierten. Die Caches „Eiszeit“ und „Gruselige Gräber“ sind hier Ziele[10]
- Ebenfalls seit 2010 erstellt das Eiszeit-Haus Programme für alle Ferien, die zum Beispiel „Insektenhotels bauen“, „Fossilien präparieren“ und „Tümpeltiere untersuchen im Christiansenpark“ beinhalten. *Weitere Veranstaltungen sind auch im Rahmen des Ferienangebotes des Kinder- und Jugendbüros der Stadt Flensburg buchbar.
- 2011 fand am 23. Juli erstmals der nach einer Idee des Museums organisierte „Waltag“ in Westerholz statt, 2012 am 13. Juli. Erstmaliger Anlass für den Tag war der hundertste Jahrestag der Strandung eines 20 m langen Finnwals am 17. März 1911 am Strand bei Westerholz. Partner der Veranstaltung sind unter anderem das Ostseelabor der Universität Flensburg und die Gesellschaft zum Schutz der Meeressäugetiere. Zusammen mit der Gemeinde Westerholz soll auch auf die Gefährdung der Wale und Robben aufmerksam gemacht werden.
- Das Museum stellt für das mit EU-Mitteln geförderte LIFE-Aurinia-Projekt, der Stiftung Naturschutz Schleswig-Holstein Exemplare seiner Schmetterlingssammlung zur Verfügung. In ihr befindet sich auch der in Schleswig-Holstein inzwischen ausgestorbene Goldene Scheckenfalter (Euphydryas aurinia), der wieder angesiedelt werden soll. Er gilt als so genannte Schirmart: Wo er gedeiht, überleben auch Arten mit geringerem Raumbedarf. Dafür sollen zum Beispiel im Jardelunder Moor, in den Fröruper Bergen, am Treßsee und im Stiftungsland Schäferhaus entsprechende Biotope hergerichtet werden. Teilweise 90 Jahre alte Exemplare aus der Museumssammlung werden genetisch mit lebenden Individuen aus anderen Regionen Europas verglichen, um für die Wiederansiedlung solche Falter zu finden, die genetisch möglichst denen ähneln, die im Norden Schleswig-Holsteins früher lebten.

## Kooperationen
Eine rege Zusammenarbeit existiert mit Kulturinstituten und einzelnen Einheiten (Naturschutz, Forst, städtische Friedhöfe) der Stadt Flensburg sowie mit Museen und Infozentren der Region (z. B. Archäologisches Landesmuseum im Schloss Gottorf, Landschaftsmuseum Angeln/Unewatt, Obstmuseum Pomarium Anglicum in Winderatt) und Museum Sønderjylland – Naturhistorie & Palæontologi – in Gramm, DK, sowie NABU-Infozentrum Geltinger Birk, Naturerlebniszentrum Maasholm und Geo-AG Kiel.
Mit Naturschutzorganisationen wie dem NABU, dem BUND, dem Naturschutzverein im Amt Langballig und der Gesellschaft zum Schutz der Meeressäugetiere e. V. wird aktiv kooperiert.
Zur Stiftung Naturschutz Schleswig-Holstein bestehen bewährte Kontakte. So finanzierte die Stiftung Filmprojekte über das Krusau-Tunneltal und das Stiftungsland Schäferhaus mit. Zu den Naturschutzbeauftragten der Stadt Flensburg und des Kreises Schleswig-Flensburg bestehen ebenfalls gute Verbindungen.
Besonders enge Kooperationen gibt es an der Universität Flensburg mit dem Institut für Biologie, Sachunterricht und ihre Didaktik sowie dem Institut für Geographie und ihre Didaktik. Seit dem Wintersemester 1996/97 führt der Museumsleiter Lehraufträge im Institut für Biologie (unter anderem Tierbestimmungsübungen und Museumsdidaktik) durch und wirkt an der Aus- und Weiterbildung von Lehrern mit.
Die Zusammenarbeit mit dem Ostseelabor des Flensburger Universitätsinstituts für Biologie und Sachunterricht und ihre Didaktik schlägt sich in gemeinsamen museumspädagogischen Veranstaltungen für interessierte Flensburger und Gäste nieder.
Des Weiteren existieren gemeinsame Vorhaben mit der Gesellschaft zum Schutz der Meeressäugetiere e. V. (GSM), wie zum Beispiel der Waltag in Westerholz, und dem Museum Sønderjylland – Naturhistorie & Palæontologi in Gramm.
Unter anderem in folgenden Institutionen bestehen Mitgliedschaften:
- Naturwissenschaftlicher Verein für Schleswig-Holstein,
- Gesellschaft für Geschiebekunde e. V.,
- Faunistisch-ökologische Arbeitsgemeinschaft (FÖAG),
- Verein zur Pflege der Natur- und Landeskunde in Schleswig-Holstein, Hamburg und Mecklenburg Die Heimat (Schleswig-Holstein), gegründet 1890,
- Ornithologische Arbeitsgemeinschaft für Schleswig-Holstein und Hamburg e. V.,
- Senckenberg Gesellschaft für Naturforschung,
- Vereinigung der Freunde der Mineralogie und Geologie (VFMG) e. V.
- Museumsverband Schleswig-Holstein.

Einmal im Monat außerhalb der Ferienzeiten trifft sich die Arbeitsgemeinschaft der Fossiliensammler Flensburg im Eiszeit-Haus.

## Beratung
Der Museumsleiter ist zurzeit stellvertretender Leiter des Beirates für Naturschutz der Stadt Flensburg sowie Mitglied im Jagdbeirat. Bürger wenden sich – meist telefonisch – mit Fragen an das Museum zu den Themen Pilze, Umgang mit Wespen etc.